# Chiesa della Trinità (San Pietroburgo)
La chiesa della Trinità in russo троицкая церковь? è una chiesa ortodossa di San Pietroburgo realizzata in stile neoclassico dall'architetto Nikolaj Aleksandrovič L'vov negli anni 1785-1790.
Fu commissionata dal generale Vjazemskij per i suoi possedimenti e come parrocchia degli abitanti del suo villaggio chiamato Alexandrovskoïe (ora quartiere di San Pietroburgo, entrato a far parte dei confini cittadini nel 1917). Si trova sulla riva sinistra della Neva e dipende dalla eparchia di San Pietroburgo del Patriarcato ortodosso russo.